# Jicate Alto
Jicate Alto es un caserío peruano ubicado en el distrito de Huancabamba, perteneciente a la provincia homónima del departamento de Piura, al norte del Perú. 

## Ubicación
Jicate Alto se ubica al norte de la provincia de Huancabamba, en el distrito de Huancabamba, en el departamento de Piura.

## Demografía
En 2017 Jicate Alto tenía una población de 473 habitantes.
| Gráfica de evolución demográfica de Jicate Alto entre 1993 y 2017 |
|                                                                   |
| Fuentes: Población 1993 y 2017                                    |